# Middlesex

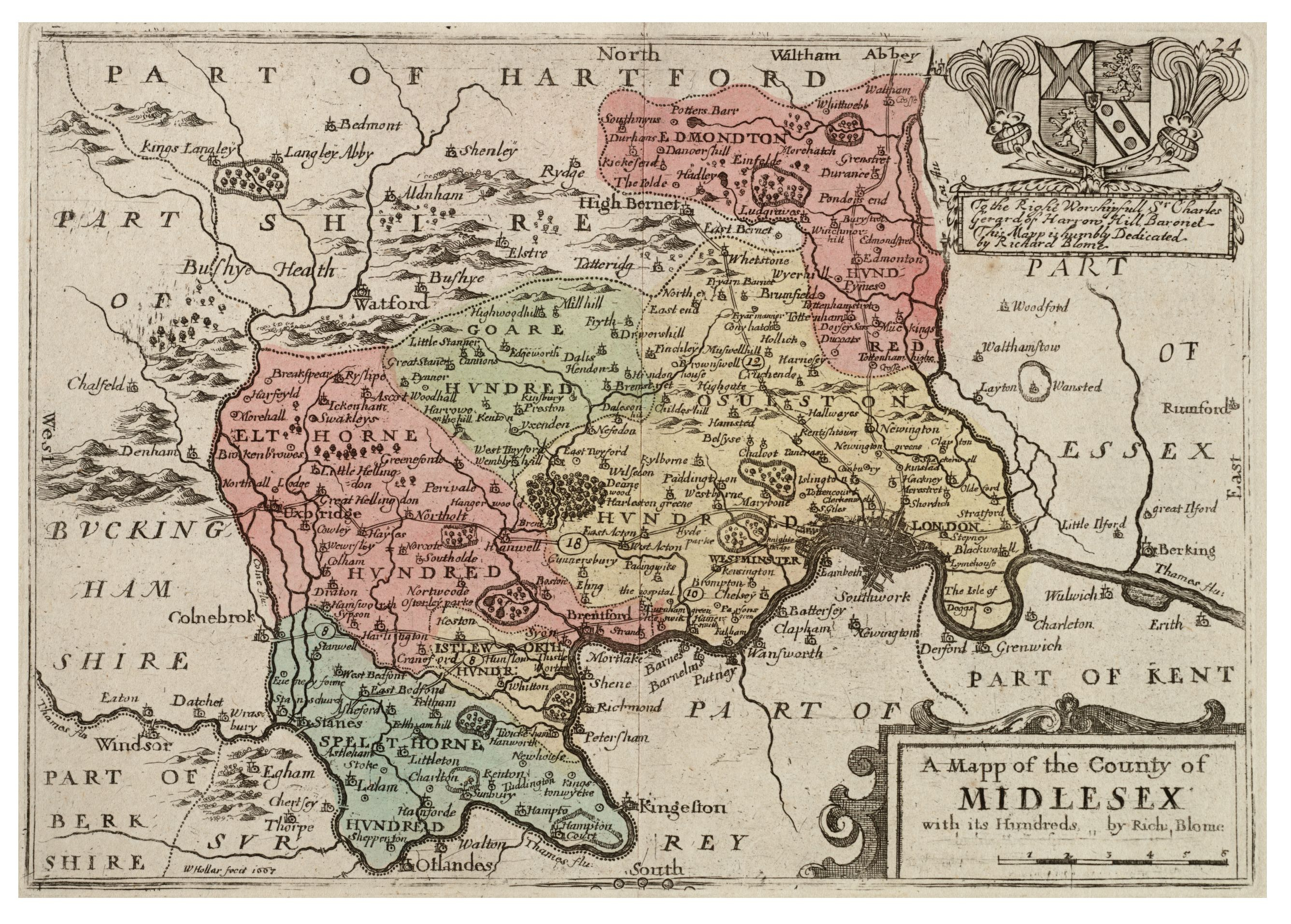
Mapa hrabstwa z XVII wieku

Middlesex – hrabstwo historyczne w południowo-wschodniej Anglii, nad północnym brzegiem Tamizy. Położone niemal w całości we współczesnych granicach Wielkiego Londynu, w jego północno-zachodniej części. 
Hrabstwo powstało w średniowieczu i obejmowało Londyn, którego obszar pierwotnie ograniczał się do City of London, wraz z okolicami. Wraz z rozwojem terytorialnym stolicy w 1889 roku została ona wydzielona jako osobne hrabstwo (County of London). Middlesex zlikwidowano w 1965 roku. Większa jego część weszła w skład nowo powołanego Wielkiego Londynu, a fragmenty przyłączone zostały do sąsiednich hrabstw Hertfordshire (miasto Potters Bar i okolice) oraz Surrey (Staines i Sunbury-on-Thames oraz ich okolice).
Nazwa hrabstwa nadal występuje w nazwach wielu instytucji i organizacji, w tym klubów sportowych oraz uniwersytetu Middlesex University.

## Nazwa
Nazwa „Middlesex” wywodzi się od staroangielskich słów oznaczających „Sasów środkowych”. Sasi, lud pochodzenia germańskiego, osiedli w południowo-wschodniej Anglii we wczesnym średniowieczu. Nazwa Middlesex odróżniała ludność zamieszkałą w tym miejscu od ludów osiadłych na wschodzie (Essex), zachodzie (Wessex) i południu (Sussex).